# Епулум Йовис
Епулум Йовис (на латински: Epulum Iovis, Epulum Jovis, Iovis epulum) е религиозен празник (култ) в Древен Рим, който се празнува на идите през ноември (на 13 ноември) в чест на бог Юпитер по времето на Ludi Plebei (плебейските игри). Този празник е организирван от плебейските едили. По врмето на императорите се празнува също на 13 септември по времето на Ludi Romani.
Яденето, на което участват всички римски сенатори, се състои в Храма на Юпитер Капитолийски и е организирано от колегията на septemviri epulonum (седемте мъже за култовата храна). Статуите на Юпитер, също на Юнона и Минерва, боговете на Капитолийската триада, са поставяни на скъпи възглавници и им се поднасяли символично жертви. На 13 септември също е денят на откриването на този храм.
Пропускането на празника е смятано за знак на неразбирателство на сената.